# Patriarcado de Alejandría

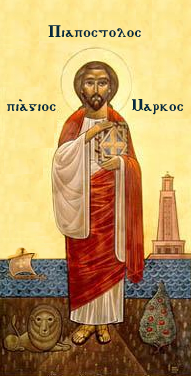
Icono copto de Marcos el Evangelista, de quien se dicen son sucesores los patriarcas de Alejandría.

El patriarcado de Alejandría (en griego: Πατριαρχεῖον Ἀλεξανδρείας; en latín: Patriarchatus Alexandrinus) es el patriarcado constituido en la Iglesia de Alejandría en Egipto. Dentro de su jurisdicción, durante su período más floreciente, se incluyeron alrededor de 108 diócesis. Su territorio abarcaba las seis provincias romanas de Libia Superior, Libia Inferior, Tebaida, Heptanomis y Augustamnica.
El patriarca de Alejandría es considerado sucesor de Marcos el Evangelista, quien según la tradición fue enviado a Egipto, donde predicó el Evangelio y fundó la Iglesia de Alejandría. Por la división del patriarcado a lo largo de la historia, en la actualidad hay tres jerarcas que declaran ser el legítimo patriarca de Alejandría: el patriarca de la Iglesia ortodoxa de Alejandría, el papa de la Iglesia copta ortodoxa de Alejandría y el patriarca de Alejandría de los coptos católicos; adicionalmente, el patriarca melquita de Antioquía también lleva este título y entre los siglos XIII y XX también hubo otro patriarca titular católico, el patriarca latino de Alejandría.

## Historia

### Origen
La ciudad de Alejandría era la capital de la provincia de Egipto y una de las grandes metrópolis del Imperio romano, donde residía una fuerte colonia judía. Según la tradición cristiana, Marcos el Evangelista habría sido enviado a esta ciudad por los apóstoles Pedro y Pablo cerca del año 43, durante la época del emperador romano Claudio. En 62 Marcos habría nombrado al obispo Aniano, dejando la ciudad para viajar a Roma a reunirse con Pedro y más tarde habría predicado en el noreste de Italia, en Aquileia y Rávena. Parece que regresó a Alejandría, alrededor del año 64, pero después de esta fecha no hay información más confiable sobre él. Según Eusebio de Cesarea (siglo IV) y La leyenda dorada (siglo XIII), Marcos fue martirizado en Alejandría, siendo su cuerpo arrastrado por las calles de la ciudad.
Los primeros cristianos de Egipto eran principalmente judíos de Alejandría, pero luego de ellos un gran número de egipcios abrazó la fe cristiana. El cristianismo se extendió por todo Egipto en unas pocas décadas, como puede verse en los escritos del Nuevo Testamento en Bahnasa, en el Egipto Medio, que datan alrededor del año 200, y un fragmento del Evangelio de Juan escrito en idioma copto, que se encuentra en el Alto Egipto y que datan de la primera mitad del siglo II. En tiempos de las persecuciones romanas, una motivación extra para la conversión era la oposición al dominio romano establecido recientemente en el siglo I a. C., que había sometido a la población egipcia a una escasa minoría dirigente de origen grecorromano. A esta situación habría que añadir las enormes cargas fiscales a las que fueron sometidos los campesinos egipcios y la explotación económica general a la que fue subordinado todo Egipto, territorio que se consideraba el "granero del Imperio". 

### Desarrollo
La ciudad de Alejandría, debido a su importancia urbana y geográfica y sus orígenes importantes como sede apostólica, pronto se convirtió en uno de los principales centros de difusión del cristianismo, con un gran peso en la dirección de las primeras comunidades cristianas. Durante el obispado de Marcos II de Alejandría, a mediados del siglo II, las corrientes teológicas (más tarde consideradas herejías gnósticas) de Basilides, Carpocrates y Valentino comenzaron a formarse dentro de la comunidad alejandrina; en contra de ellos estuvo el obispo Agripino, quien llegó a negar la validez del bautismo recibido por herejes.
La Iglesia de Alejandría aumentó su prestigio entre los siglos II y III gracias al desarrollo de la Escuela catequística de Alejandría y el nacimiento y difusión del monacato en sus diversas formas. A la cabeza de la escuela teológica de Alejandría estuvo Heraclas de Alejandría, quien poco después se convirtió en obispo de la ciudad. A partir de su episcopado (231-248) los obispos alejandrinos tomaron el título de Papa, en griego: Παπας, un término familiar para «padre».
Figuras prominentes de la Iglesia alejandrina fueron: Clemente de Alejandría, Orígenes y Atanasio de Alejandría. Durante los primeros tres siglos, se construyeron una gran cantidad de iglesias y se desarrolló un rito litúrgico propio: la liturgia del apóstol Marcos (alejandrina).
A principios del siglo IV un presbítero proveniente de lo que hoy es Libia, llamado Arrio, que servía en la catedral de Baucalis, comenzó a predicar, sobre la base de las doctrinas gnósticas del siglo anterior, la subordinación de Cristo a Dios Padre, negando la doctrina de la Santísima Trinidad. La doctrina de Arrio atrajo la atención del obispo Pedro de Alejandría, quien lo excomulgó. El obispo Alejandro de Alejandría convocó en 318 un sínodo durante el cual se condenó la doctrina arriana, lo que provocó que Arrio huyera a Constantinopla. Este sínodo reconoció a Alejandría como sede metropolitana.
No obstante, la doctrina arriana se difundió en toda la cristiandad, por lo cual el Concilio de Nicea (325) fue convocado por el emperador Constantino para resolver el asunto y dio lugar a la formulación del Credo Niceno, siendo recitado por todos los cristianos, y cuyo autor fue el obispo Atanasio de Alejandría. En este concilio también se reconoció la preeminencia de la sede de Alejandría junto con las de Roma y Antioquía, declarándose la primacía de la Iglesia de Roma, sede del sucesor de san Pedro, y después de Roma, Alejandría, sede del sucesor de san Marcos, cuya jurisdicción se extendía en este tiempo sobre las 100 diócesis del valle del Nilo, señal de la vitalidad de esta Iglesia. Cerca del 330 la Iglesia de Alejandría extendió su jurisdicción más allá de las fronteras del Imperio romano, hacia Etiopía, cuando Atanasio designó obispo a Frumencio de Aksum.
En 357 el obispo de Alejandría se vio obligado a huir de la ciudad nuevamente, refugiándose en el desierto, mientras que otro arriano, Jorge de Alejandría, se sentó en su silla. En 358 incluso el obispo de Roma Liberio se vio obligado a condenar al metropolitano egipcio, pero en 362 fue restablecida la ortodoxia.
El Concilio de Constantinopla I en 381 reconoció al metropolitano de Alejandría poderes de inspección sobre todos los obispos de Egipto. También decidió que el obispo de la capital imperial (Constantinopla) «tendría primacía de honor, después del obispo de Roma, puesto que Constantinopla es la Nueva Roma», dándole un rango superior con respecto a los de Alejandría y Antioquía, imposición que suscitó la indignación de los egipcios y de su patriarca. Esta decisión se tomó una vez que se marcharon los legados papales, debido a las presiones del emperador Teodosio y se basó únicamente en que Constantinopla era la capital del recién establecido Imperio bizantino, sede del emperador.

### División del patriarcado
En el Concilio de Calcedonia se condenó al patriarca Dióscoro I de Alejandría por sostener la doctrina miafisita, por lo que fue depuesto y desterrado por el emperador Teodosio II. Su lugar fue ocupado por Proterio de Alejandría, quien en 457 fue asesinado en una revuelta, tras lo cual el clero egipcio proclamó patriarca a Timoteo II de Alejandría, cuyos primeros actos fueron rechazar el Concilio de Calcedonia y excomulgar al papa León I el Magno y a los patriarcas de Antioquía y Constantinopla. Posteriormente se sucedieron patriarcas miafisitas y calcedonianos hasta que a partir de 536 hubo en Alejandría un patriarca melquita calcedoniano y un patriarca copto miafisita que dieron origen a la Iglesia ortodoxa de Alejandría y a la Iglesia ortodoxa copta respectivamente. En 642 se produjo la conquista árabe musulmana de Alejandría, que quedó fuera del Imperio bizantino.
Actualmente hay cuatro patriarcas que ostentan este título: 
- El papa copto de Alejandría, líder de la Iglesia copta, y responsable del gobierno de la Iglesia copta de Alejandría. Ostenta el título oficial de «su santidad papa de Alejandría y de todo Egipto, de Nubia, de Etiopía y de la pentápolis y patriarca de todo el país evangelizado por san Marcos». Actualmente el patriarca es Tawadros II, con sede en El Cairo. El título de «papa» que usa el patriarca copto de Alejandría era utilizado antiguamente por los principales patriarcas, hasta que fue cayendo en desuso, conservándolo sólo el obispo de Roma y el de Alejandría.

- El papa y patriarca greco-ortodoxo de Alejandría, líder de la Iglesia greco-ortodoxa de Alejandría, Egipto y toda África. Actualmente el patriarca es Teodoros II, con sede en Alejandría.[3]

- El patriarca copto católico de Alejandría, líder de la Iglesia católica copta, en comunión con Roma. Ibrahim Isaac Sidrak es el actual patriarca, con sede en El Cairo.

- El patriarca melquita de Antioquía, líder de la Iglesia greco-católica melquita, en comunión con Roma, también lleva este título.

También existió desde 1215 a 1964 el patriarca latino de Alejandría como representante de la Iglesia católica. Finalizó cuando dejó de ser otorgado por la Santa Sede. Su origen se remonta a la época de las Cruzadas.